# Segona Divisió
Segona Divisió är den näst högsta ligan i Andorra. Den grundades år 1999 och för närvarande spelar 10 klubbar i ligan. Uppflyttning sker till Primera Divisió genom att bästa laget i ligan går upp direkt, medan tvåan spelar en playoffmatch mot laget som kom näst sist i Primera Divisió. Tre av lagen från Primera Divisió har reservlag i Segona Divisió, men dessa kan inte bli uppflyttade.

## Klubbar 2019/2020
| Klubb                     | Stad/Område        |
| ------------------------- | ------------------ |
| CF Atlètic Amèrica        | Escaldes-Engordany |
| CE Carroi (B)             | Andorra la Vella   |
| FC Encamp                 | Encamp             |
| FC Lusitanos              | Andorra la Vella   |
| FC Rànger's               | Andorra la Vella   |
| FS La Massana             | La Massana         |
| Inter Club d'Escaldes (B) | Escaldes-Engordany |
| Penya Encarnada d'Andorra | Andorra la Vella   |
| UE Extremenya             | La Massana         |
| UE Santa Coloma (B)       | Santa Coloma       |